# Capell romà

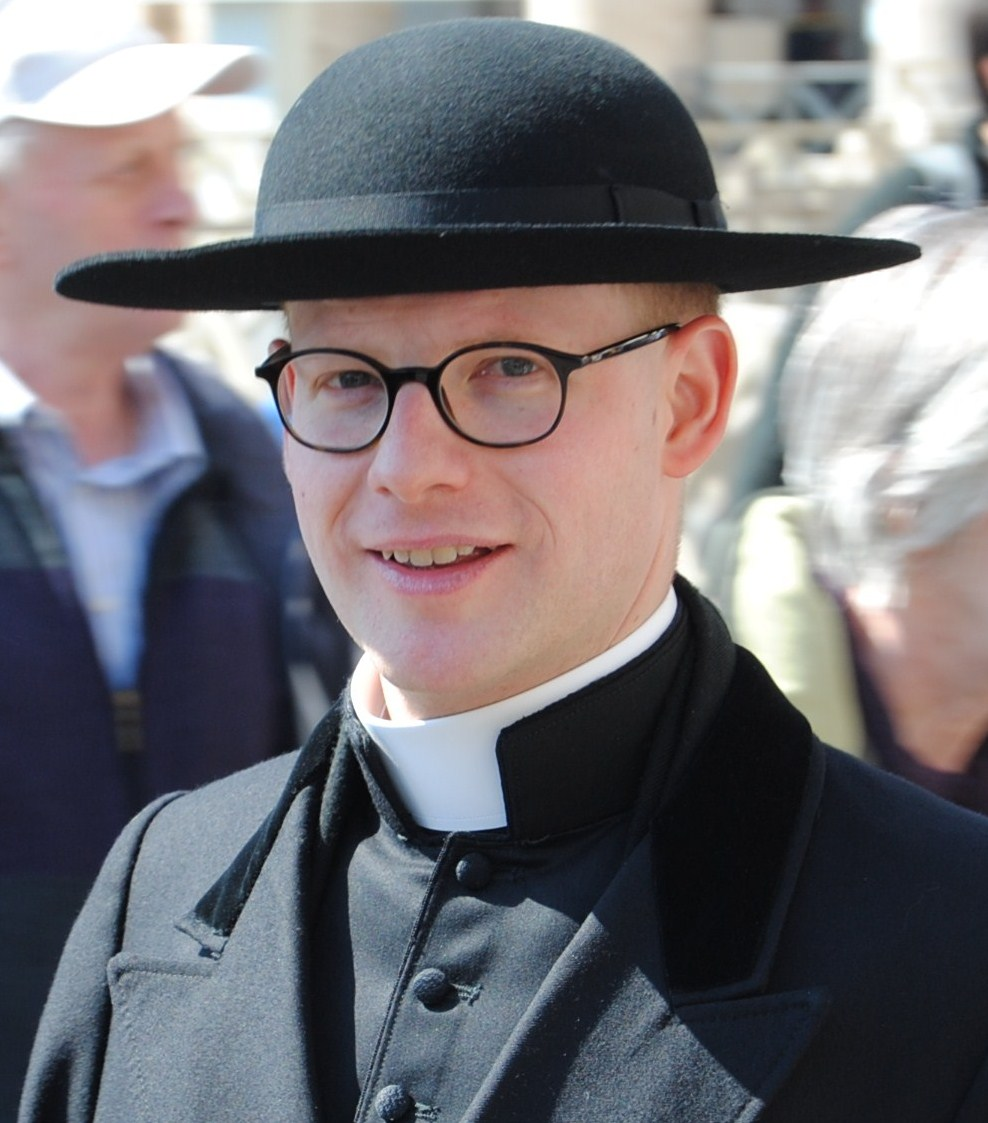
Clergue portant el Capell Romà

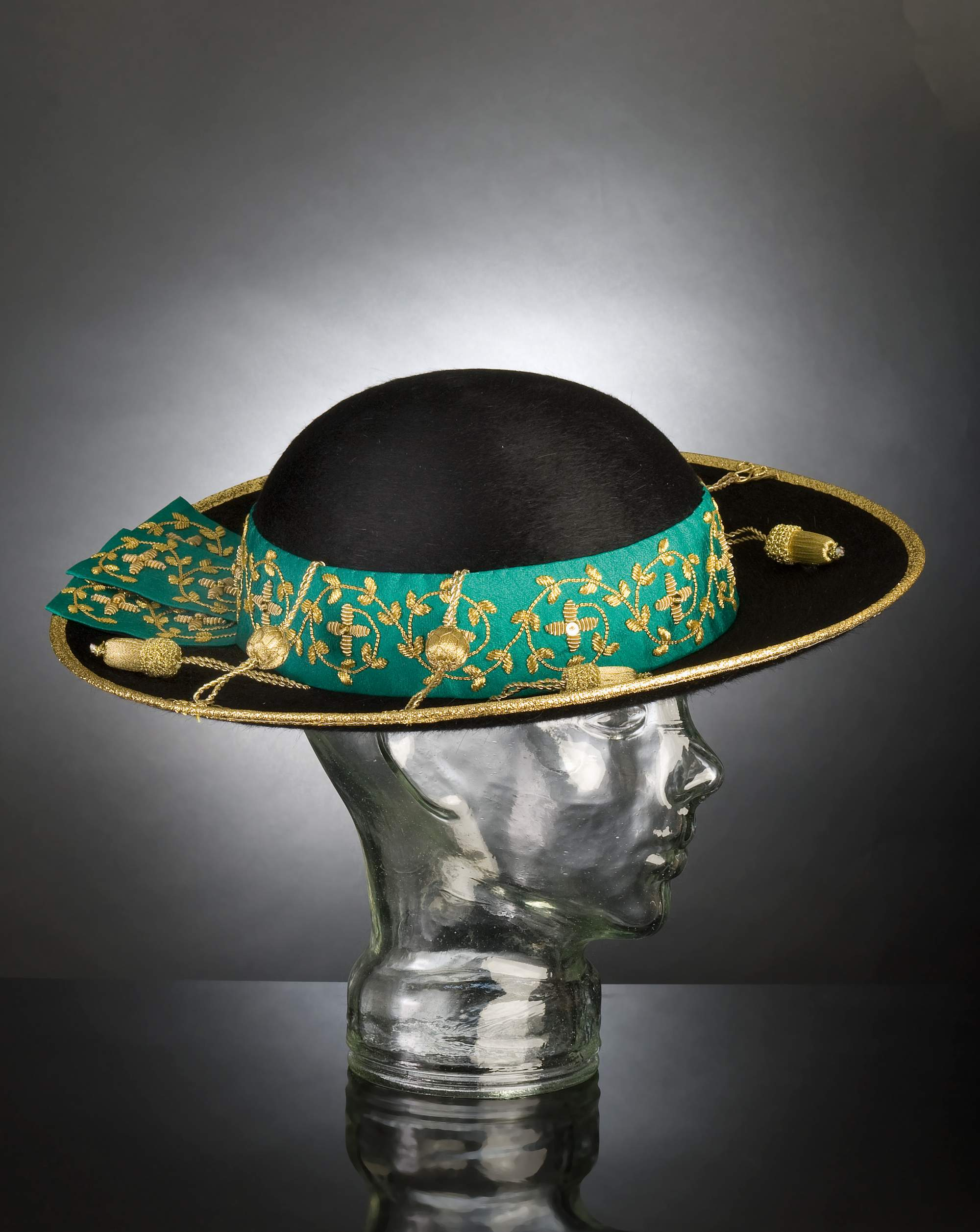
Un Saturno d'arquebisbe

El capell romà o saturno (perquè la seva aparença recorda el planeta anellat Saturn) és un barret amb ala ampla circular i copa arrodonida, portada a l'exterior en alguns països pel clergat catòlic, quan vesteix amb la sotana.
Està fet de pell de castor o de palla tenyida, i folrat a l'interior amb seda. A diferència d'altres peces eclesiàstiques, no té cap propòsit cerimonial, sinó que és una peça pràctica. El capel era un barret cerimonial d'ala ample que ja no es fa servir). Des que s'abandonà l'ús de la sotana per vestir pel carrer, el saturno va caure en desús, tot i que havia estat molt popular als països de majoria catòlica entre el segle xvii i el 1970.
Segons el rang, el saturno pot ser:
- els preveres i diaques el porten negre, adornat amb una cinta negra llisa, o bé amb cordó i borles de seda negre.
- els protonotaris apostòlics, capellans de Sa Santedat, vicaris generals i d'altres prelats el fan servir negre amb borles morades.
- els bisbes el fan servir negre amb cordó i borles de seda verda, tot i que era habitual que el portessin trenat amb cordó d'or.
- els arquebisbes i patriarques el portaven negre amb cordó i borles trenades en verd i or.
- els cardenals el porten negre amb cordó i borles en vermell i or. Amb la vestimenta coral el feien servir vermell amb fil d'or i cinta de seda vermella adornada amb brodats i glans de fil d'or, però aquest privilegi va ser abolit per Pau VI i aquest model ha quedat per a ús exclusiu del Papa
- el Papa el porta vermell amb fil d'or, adornat amb cinta de seda brodada en or i amb glans també en or. Joan XXIII ocasionalment en feia servir un en blanc.